# Pavonia stenopetala
Pavonia stenopetala är en malvaväxtart som beskrevs av A. Krapovickas. Pavonia stenopetala ingår i släktet påfågelsmalvor, och familjen malvaväxter. Inga underarter finns listade i Catalogue of Life.